# Ferrovie modenesi

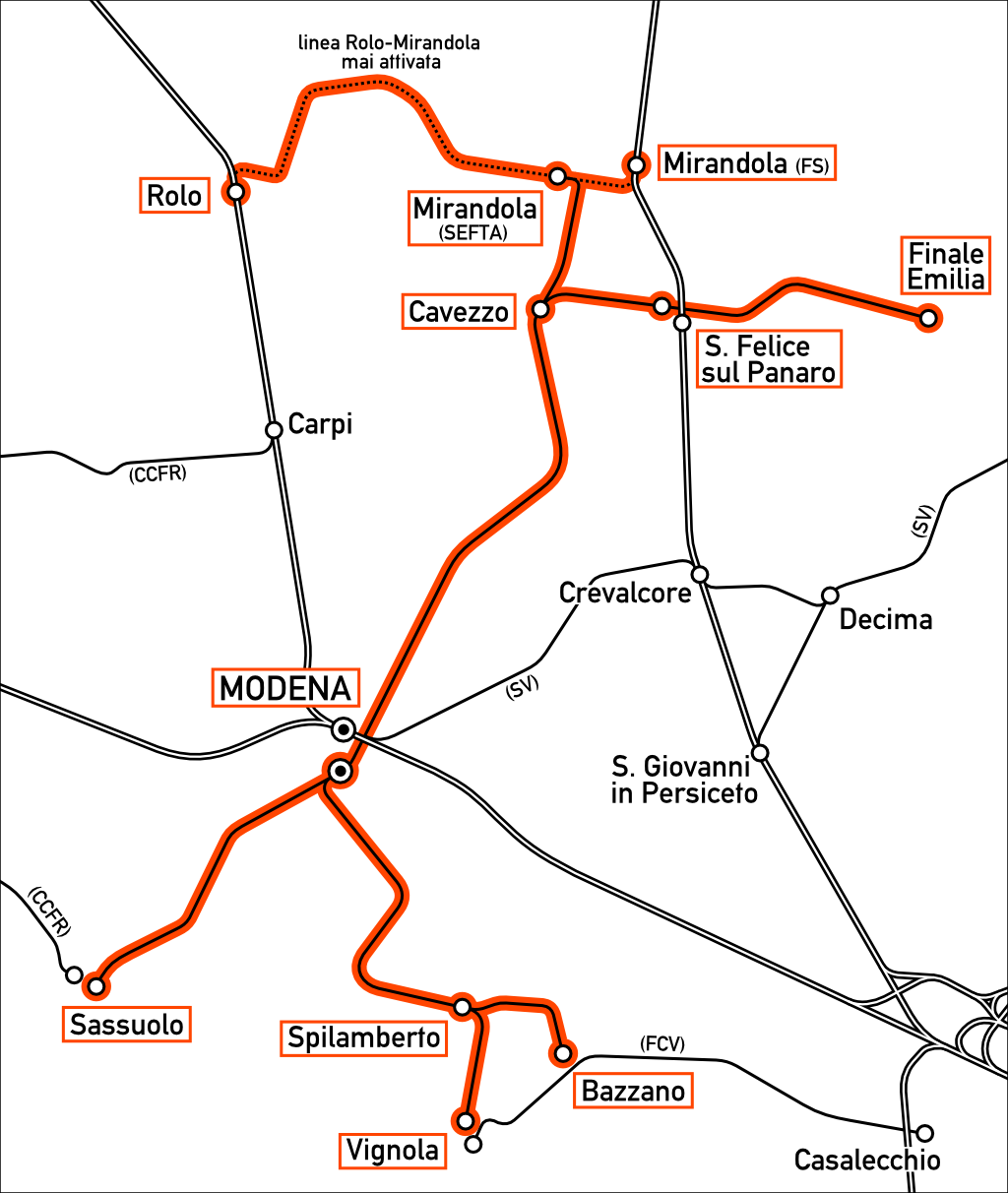
La rete delle ferrovie modenesi alla sua massima estensione (1940)

Per «ferrovie modenesi» si intendeva una rete di ferrovie in concessione che collegavano la città di Modena con i centri della sua provincia.
Alla sua massima espansione, la rete comprendeva le seguenti linee ferroviarie:
- la Modena-Sassuolo;
- la Modena-Vignola con diramazione Spilamberto-Bazzano;
- la Modena-Mirandola con diramazione Cavezzo-Finale Emilia.

Furono iniziate altre due linee ferroviarie, la Maranello-Pavullo e la Mirandola-Rolo-Novellara, ma non furono mai completate.
La rete comprendeva inoltre la Modena-Maranello, a scartamento 950 mm, e la Castelfranco-Bazzano, a scartamento normale. Anche alle ferrovie modenesi fu applicato inizialmente lo scartamento ridotto per poi trasformarle a scartamento normale nel 1932.

## Storia
Nel corso degli anni ottanta del XIX secolo, l'amministrazione provinciale di Modena decise di collegare il capoluogo ad altri centri della provincia tramite una rete di ferrovie e di tranvie a scartamento ridotto.
La costruzione e l'esercizio fu affidato a due diverse società anonime ferroviarie: la Ferrovia Sassuolo Modena Mirandola Finale (FSMMF) e la Ferrovia Modena Vignola (FMV). La prima in particolare gestì la Modena-Sassuolo e la Modena-Mirandola/Finale, mentre la seconda ebbe l'esercizio della Modena-Vignola e diramazione Spilamberto-Bazzano.
Nel 1917 le due società si fusero dando vita alla Società Emiliana di Ferrovie Tranvie ed Automobili (SEFTA). Tra il 1929 e il 1932 si procedette al passaggio allo scartamento normale, provvedendo alla costruzione di una terza rotaia che si affiancava a quelle a scartamento da 950 mm in modo da non interrompere il servizio di trasporto. Nella stessa occasione si eliminò la penetrazione urbana di Modena a carattere tranviario, realizzando un nuovo capolinea cittadino, la cosiddetta "stazione piccola".
Nel secondo dopoguerra, la SEFTA dovette far fronte alla crescente concorrenza del trasporto pubblico automobilistico e del trasporto privato. Nel 1963, il pacchetto azionario fu rilevato dall'amministrazione provinciale con l'intenzione di operare una riorganizzazione del sistema dei trasporti, eliminando le corse automobilistiche che interferivano con il servizio ferroviario. Tuttavia, l'anno successivo si decise di sopprimere la Modena-Mirandola-Finale sostituendolo con un servizio autobus.
Nel 1969 fu soppresso il servizio passeggeri sulla Modena-Vignola, mentre il traffico merci sulla stessa linea rimase attivo fino al 1972.
Dal 1º aprile 1976 la SEFTA provincializzata assunse la nuova denominazione di Azienda Trasporti Consorziali Modena (ATCM); le concessioni di esercizio furono trasferite alla nuova società.
Dal 1º gennaio 2008, con il passaggio del ramo d'azienda ferroviario di ATCM alle Ferrovie Emilia Romagna (FER), la gestione di quanto rimane della rete ferroviaria è affidata alla società di proprietà della regione.

## Le linee incompiute

### Modena-Pavullo

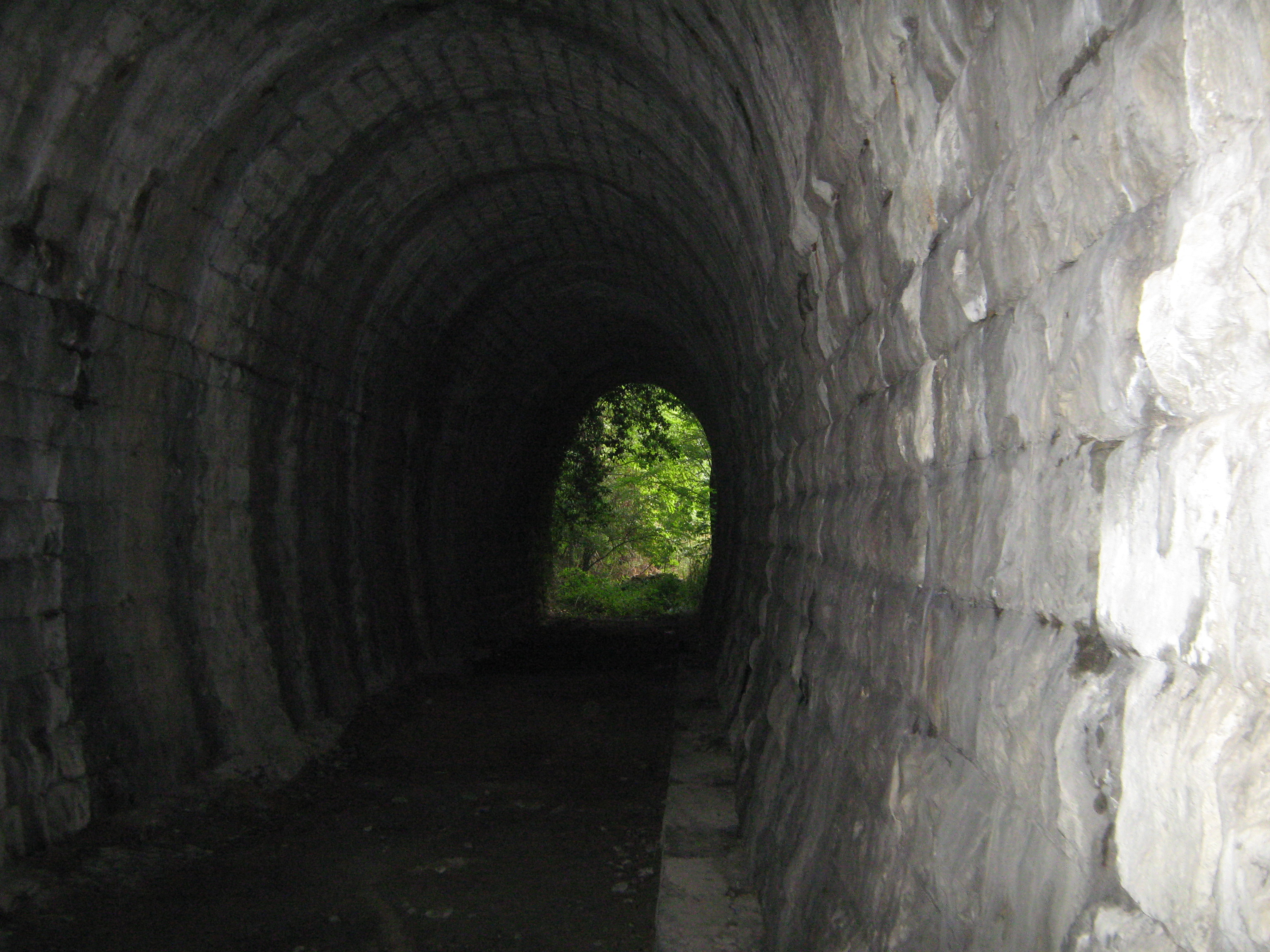
Interno della galleria del Carrai, nei pressi di Pavullo nel Frignano. Non più esistente.

Nel 1914 venne firmata la convenzione per la costruzione della ferrovia elettrica a scartamento ridotto Modena-Lama di Mocogno. Questo collegamento avrebbe collegato l'area del Frignano al capoluogo modenese passando per Pavullo nel Frignano, Serramazzoni, Maranello, Formigine (dove si sarebbe collegata alla ancor oggi esistente ferrovia Modena-Sassuolo). L'idea di base, molto ambiziosa, era di creare le basi per un collegamento ferroviario transappenninico alternativo alla ferrovia Porrettana, che era satura di traffico.
I lavori non vennero mai conclusi: per diverse vicissitudini, quali i costi delle materie prime aumentati a causa della prima guerra mondiale, le conseguenti difficoltà economiche (non risolte neanche limitando il percorso a Pavullo nel Frignano), la conversione a scartamento ordinario delle ferrovie modenesi (con richiesta di adeguamento del progetto, che venne però ritenuto eccessivamente oneroso, anche instradando la linea lungo l'esistente tranvia Maranello-Modena), il progetto ministeriale di un collegamento ferroviario Modena-Lucca lungo la valle del fiume Secchia, vagheggiata già a fine Ottocento, portarono nel 1925 all'interruzione dei lavori (e nel 1938 alla dismissione dell'intero progetto) dopo che era già stata spesa la metà dell'importo totale previsto inizialmente per la costruzione del solo tratto Maranello-Pavullo nel Frignano; in questo tratto, lungo circa 32 km, vennero costruiti 5 gallerie, diversi ponti e numerosi fabbricati, tra cui una ventina di caselli, le stazioni di Serramazzoni e Pavullo nel Frignano, le fermate di San Venanzio, Montagnana, Montardone, Casa Bartolacelli e Fondaccia. Ancor oggi lungo la strada provinciale Giardini (SP 3 ex strada statale SS 12) affiorano brevi tratti della massicciata e sono presenti diversi fabbricati, la maggior parte in buone condizioni perché abitati. Restano anche diversi tratti di galleria. Il più lungo è quello Serramazzoni-Fondaccia di 266 metri.

### Mirandola-Rolo-Novellara

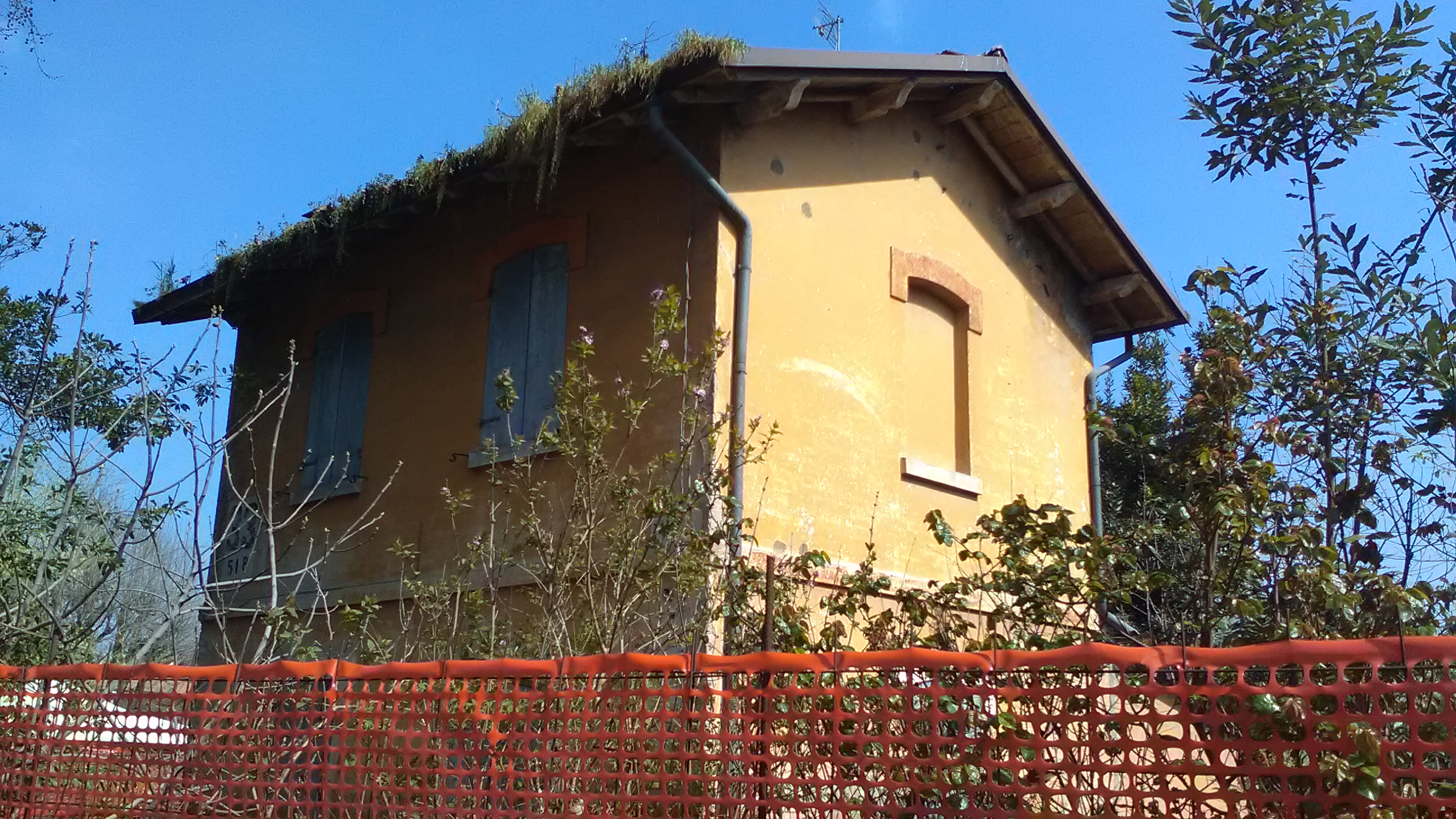
L'ex casello di Mirandola alla progressiva 33+518 della ferrovia incompiuta Rolo-Mirandola

Un'altra linea che venne proposta, e per la quale iniziarono pure i lavori di costruzione, avrebbe collegato la stazione di Mirandola a quella di Novellara, collegando le ferrovie statali Verona-Bologna e Verona-Modena, e quindi la Reggio-Guastalla delle ferrovie reggiane. I lavori iniziarono nel 1922 e proseguirono attraverso alterne difficoltà tecniche ed economiche fino al 1942, quando la guerra rimandò ogni velleità di riapertura.
Anche in questo caso restano pochissime vestigia della sede ferroviaria, riutilizzata a volte come strada interpoderale, dei fabbricati di stazione e dei caselli, uno dei quali, a Mirandola, posto all'uscita verso Rolo della vecchia stazione SEFTA, reca tuttora l'indicazione chilometrica progressiva da Modena (33+518).